# آنتونی میلامبو
آنتونی میلامبو (انگلیسی: Antoni Milambo؛ زادهٔ ۳ آوریل ۲۰۰۵) بازیکن فوتبال اهل هلند است که در حال حاضر برای باشگاه فوتبال برنتفورد در لیگ برتر انگلیس بازی می‌کند. 
از باشگاه‌هایی که در آن بازی کرده است می‌توان به فاینورد و برنتفورد اشاره کرد.
وی همچنین در تیم‌های ملی فوتبال زیر ۱۶ سال هلند، زیر ۱۷ سال هلند و زیر ۱۹ سال هلند بازی کرده است.